# Benafsha Yaqoobi
Benafsha Yaqoobi (Afganistan) és una activista afganesa pels drets de les persones amb discapacitat. Va ser nomenada una de les 100 dones de la BBC del 2021.
Va néixer cega a l'Afganistan i va esdevenir activista pels drets de les persones amb discapacitat. Va estudiar literatura persa a l'Iran i després va fer dos màsters a Kabul, abans de treballar a l'oficina del fiscal general. Amb el seu marit Mahdi Salami, que també és cec, va fundar l'Organització Rahyab per ajudar i educar les persones cegues.
A partir del 2019, Yaqoobi va ser comissària de la Comissió Afganesa Independent dels Drets Humans (AIHRC) fins que va fugir de l'Afganistan amb el seu marit el 2021 després que els talibans prenguessin el poder. En el seu tercer intent de marxar, van arribar a l'aeroport de Kabul i van viatjar al Regne Unit.
El 2020, Yaqoobi va ser candidata a la Comissió dels Drets de les Persones amb Discapacitat. Va ser nomenada una de les 100 dones de la BBC el 2021.